# 習志野市立藤崎小学校
習志野市立藤崎小学校（ならしのしりつ ふじさきしょうがっこう）は、千葉県習志野市藤崎四丁目にある公立小学校。

## 沿革
- 1974年（昭和49年）
  - 4月1日 - 習志野市立大久保小学校から分離し、習志野市立藤崎小学校として新設創設。ただし、校舎は、この時点では、大久保小学校の校舎を使用。
  - 4月29日 - 第1期工事着工式挙行。
- 1975年（昭和50年）1月30日 - 新校舎へ移転。
- 1977年（昭和52年）
  - 3月11日 - 体育館と普通教室4教室が、増築完成。
  - 7月16日 - 第1期工事落成記念式典。
- 1980年（昭和55年）3月31日 - 管理棟と普通教室6教室及び特別教室3教室が、増設完成。
- 1984年（昭和59年）2月18日 - 創立10周年記念式典。
- 1986年（昭和61年）8月1日  - プール落成記念式典。
- 1990年（平成2年）2月7日 - 体育倉庫完成。
- 1993年（平成5年）11月20日 - 創立20周年記念式典。
- 2004年（平成16年）2月14日 - 創立30周年記念式典挙行。記念祝賀会開催。
- 2014年（平成26年）2月16日 - 創立40周年記念式典挙行。
- 2024年（令和6年）2月17日 - 創立50周年記念式典挙行。

## 交通
- 習志野市コミュニティバス『ハッピーバス』「京成津田沼駅（内陸）ルート」で、「藤崎小学校」バス停下車。
- 京成電鉄本線京成津田沼駅から、上述の『ハッピーバス』に乗車し、「藤崎小学校」バス停下車。

## 周辺
- 習志野市立藤崎幼稚園 - 同一建物内で、かつ進級前幼稚園のひとつ。
- 藤崎4丁目児童遊園
- 藤崎青年館